# Осада Вышгорода (1170)
Осада Вышгорода (1170) — неудачная попытка Мстислава Изяславича взять реванш за захват Киева (1169) и нападение на Новгород (1170) со стороны Андрея Боголюбского.

## История

Вышгородский детинец (реконструкция)

Силой оружия Андрей Боголюбский и его союзники посадили на киевском княжении Глеба Юрьевича, но Мстислав не отказался от борьбы. Его поддерживали западные княжества и часть Чёрных клобуков.
Выступление совпало с отъездом Глеба из Киева в Переяславль. Мстислав беспрепятственно вошёл в Киев, взял ряды с братьею и предпринял попытку изгнания Ростиславичей с Киевской земли. Однако, они успели подготовиться: с Давыдом в Вышгороде села в осаду не только его дружина, но и союзные силы.
Во время осады произошла размолвка между Мстиславом и воеводой галицкого полка Константином Серославичем. По утверждению последнего, галичане должны были участвовать в осаде не более 5 дней, а по уговору Мстислава с Ярославом Галицким, галичане должны были участвовать в акции столько, сколько сочтёт нужным Мстислав. Однако, воевода подделал грамоту своего князя от отзыве войск. Одновременно пришли известия о планах Глеба переправляться через Днепр с половцами и идти на помощь осаждённым.
13 апреля Мстислав покинул киевский престол. Давыд организовал преследование отступавших половецкими отрядами.
До своей смерти в августе того же года Мстислав не предпринимал больше попыток овладеть Киевом. Его брату удалось занять киевское княжение в 1173 году, когда союзниками волынских князей стали смоленские князья вместо черниговских.

## Бібліографія
- Махновец, Леонид. Літопис Руський. Роки 1169 — 1174. (укр.). Літопис руський (1984). Дата обращения: 5 июня 2024. — Современный украинский перевод Киевской летописи по Ипатьевскому списку с комментариями из Хлебниковского списка.